# Luci Corneli Escipió (cònsol 350 aC)
Luci Corneli Escipió (en llatí Lucius Cornelius Scipio) va ser un magistrat romà. Era fill de Publi Corneli Escipió, el primer Escipió que se sap que va portar aquest nom, i germà de Publi Corneli Escipió, magister equitum l'any 350 aC.
Va ser interrex l'any 352 aC i cònsol el 350 aC juntament amb Marc Popil·li Laenes I.